# Kantůrčice

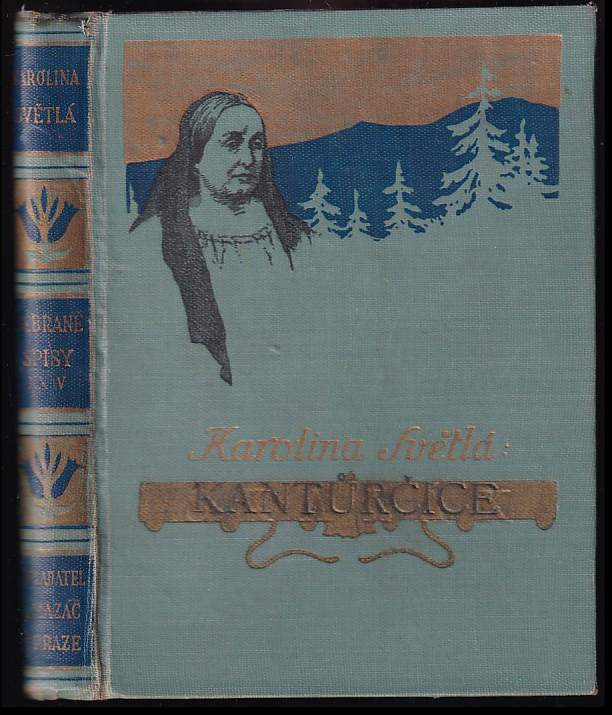
Karolina Světlá: Kantůrčice (L. Mazáč, Praha 1930)

Kantůrčice patří k nejznámějším románům Karoliny Světlé, která se v této knize zaměřila na svůj oblíbený kraj – Podještědí. Vzhledem k skladbě je dílo někdy považováno za novelu, rozsahem se řadí spíše k románům.

## Česká vydání
Kantůrčice vycházela poprvé v časopise Květy na pokračování od čísla 1/1869. Druhé, knižní vydání vyšlo v roce 1876 (jako třetí svazek autorčiných spisů v nakladatelství Julia Grégra, spolu s povídkou Černý Petříček). Karolina Světlá v něm provedla drobné i větší úpravy. Tyto úpravy jsou považovány za poslední autentické; další úpravy po roce 1878 již autorka vzhledem k oční chorobě neprováděla sama.
Od roku 1876 do roku 2010 vyšla Kantůrčice celkem ve čtrnácti českých vydáních.

## Děj románu
Děj se odehrává v pohorské vesničce Ještědsko-kozákovského hřbetu. Hlavní postavou je Enefa (Jenovefa) Podhajská, které je asi dvacet let a bydlí v chaloupce pod Ještědem s pradědečkem a mladším bratrem Jeníkem. Jelikož se Enefa Podhajská vyzná v mnoho oborech (nejvíce v šití) a patří mezi nejmoudřejší děvčata v okolí, říkají jí „kantůrčice“.
Jednou večer přinese Enefě vdova selka Mrákotová štůček plátna, aby ušila pro jejího syna dvanáct košil, tak pěkných jako pro korunního prince. Její syn Otakar Mrákota bydlí v Praze u strýce a studuje na doktora. Když si Enefa přečte Otíkovu sbírku básní Touhy, zalíbí se jí. Představuje si, že je moudrý a dobrotivý. Když syn přijede do svého rodiště, matka ho s radostí přivítá, poněvadž syn ji navštěvuje hodně zřídka. Otík však matce začne vyprávět o svých kamarádech, s kterými v noci chodí do hospod, a že ho chce každá pražská dívka a on je postupně střídá, ne z lásky, ale jenom ze zábavy, což se matce výrazně nelíbí.
Jednou se jde Otík projít po ještědském kraji a potká Enefu Podhajskou. Neznají se, a tak kolem sebe jen tak projdou, ale Mrákotovi se dívka velice zalíbí. Matka Otíkovi podá šaty, které Enefa ušila, a začne mu o ní vyprávět. Syn se matce zmíní o dívce, kterou na procházce potkal. Selka tuší, že to byla Enefa Podhajských, a poví mu, že kromě šití umí i léčit lidi. Otík se chce s kantůrčicí setkat osobně a proto začne předstírat píchání ve skráních. Vdova pro kantůrčici pošle a ta ho začne léčit. Při léčení a zaříkávání se do sebe oba zamilují.
Pradědeček nakonec zakáže Enefě Otakara navštěvovat, protože se k ní prý nehodí volá si ji jen tak z legrace. Dlouho Enefa Mrákotovy nenavštěvuje, dokud Mrákotová nedomluví dědečkovi a ten nakonec ustoupí. Otík začne Enefu často navštěvovat a dědečkovi se nakonec začíná i líbit, jelikož umí vyprávět o místech, která navštívil, a dědeček též rád vypravuje. Jednou k Otíkovi přijedou dva kamarádi z Prahy a začnou ho lákat zpět. Od hloupé Anky se dozvědí, že Otík navštěvuje kantůrčici, a začnou na něj narážet. Otík se cítí ponížen a proto se vymluví, že tu Enefu má jen pro zábavu, aby si zkrátil čas. To ale uslyší Enefin bratr Jeník, a utíká vše vypovědět Enefě. Mrákota se jí snaží všecko vysvětlit, ale marně.
Odjede s kamarády do Prahy a začne s nimi opět chodit do hospod, ale už se tak nebaví jako dřív. Strýc začne jeho náladu tušit a začne mu shánět nevěsty, ale Otíkovi se žádná nelíbí. Začne se mu stýskat po Enefě. Vrátí se do Podještědí a začne usilovat, aby získal Enefu Podhajských zpět. Enefa je od té doby co ji urazil smutná a moc nevychází z domu. Otakar Mrákota ale zjistí, že chodí do černého koutu, a jednou ji tam potká. Omluví se za to, co provedl, ale Enefa mu nechce odpustit. On jí vyčte její neschopnost odpouštět a mává přitom puškou; omylem jí vrazí do stromu, ta spustí, a Otakar se postřelí do ramene. Začne krvácet, ale odmítá Enefinu pomoc. Nakonec se Otík uzdraví, Enefa mu odpustí a chystá se svatba, jakou nikdo v horách nepamatuje.